# Barrica (Vizcaya)
Barrica (oficialmente en euskera: Barrika) es un municipio de la provincia de Vizcaya, País Vasco (España). Pertenece a la comarca de Uribe.
Está considerado uno de los municipios más antiguos de Vizcaya y su origen está ligado a la casa solar de Barrika fundada por Sancho Vela en el año 496. Su ubicación costera y la cercanía a Bilbao ha producido un fuerte aumento de la población en la última parte del siglo XX.

## Geografía
La anteiglesia de Barrika se ubica en la parte centro-occidental de la costa vizcaína, a orillas del golfo de Vizcaya en la comarca de Uribe. Se halla a 74 m s. n. m. y su línea de costa es de 6,1 km de longitud, a la que hay que añadir los casi dos que tiene en la orilla de la ría del Butrón. Es un municipio muy extendido por su territorio donde se conforman dos núcleos, más o menos definidos, el de Elejalde y el de Goyerri.
Dista de la capital de la provincia, Bilbao, 24 km y cuenta con buenas comunicaciones con la misma llegando una línea de metro hasta sus inmediaciones.
Barrika limita al norte con el mar Cantábrico, al sur con los municipios de Plencia y Urdúliz, al oeste con el de Sopelana y al este con la ría del río Butrón.
Ubicada en un terreno irregular con muchas montañas de baja altura y al nivel del mar con una costa acantilada, en donde se abren las playas, Barrica tiene como referente el mar. Son importantes, más que sus ríos, sus playas.

### Comunicaciones
Barrika está comunicada con Bilbao por la BI 2122 y la red de autovías que se ha desarrollado en esta zona de Vizcaya. Las carreteras de comunicación con la capital son: la BI-634, que pasa por Guecho y la comarcal C-6311 que discurre por las poblaciones de Andraka y Plencia. También es posible acceder desde Munguía y Urdúliz por la BI-2120 y la BI-3151 respectivamente.
La línea 1 del metro de Bilbao llega hasta Plencia dando servicio también a los vecinos de Barrika. El aeropuerto de Vizcaya se halla en la cercana localidad de Lujua y el puerto de Bilbao queda a ambos lados de la ría del Nervión enlazado por la red de autovías.

### Composición
La naturaleza de anteiglesia del municipio de Barrika ha permanecido hasta bien entrado el siglo XX. Esto ha dado lugar a que la población haya sido eminentemente rural y diseminada por el terreno municipal. Aun así se han conformado dos núcleos, más o menos, compactos, con cierta entidad urbana. El lugar donde se ubica el ayuntamiento y la iglesia parroquial, que normalmente son el corazón del núcleo urbano, solamente se completaba con dos casas.
Estas dos entidades han tomado relevancia en los últimos tiempos al producirse un notable aumento de la población atraída por el alto nivel de la calidad de vida de la zona y su proximidad a Bilbao (y el aumento de la carestía de la vivienda en dicha ciudad).
Los barrios, que carecen de casco antiguo, son los de Elejalde (Elexalde) y Goyerri (Goierri).

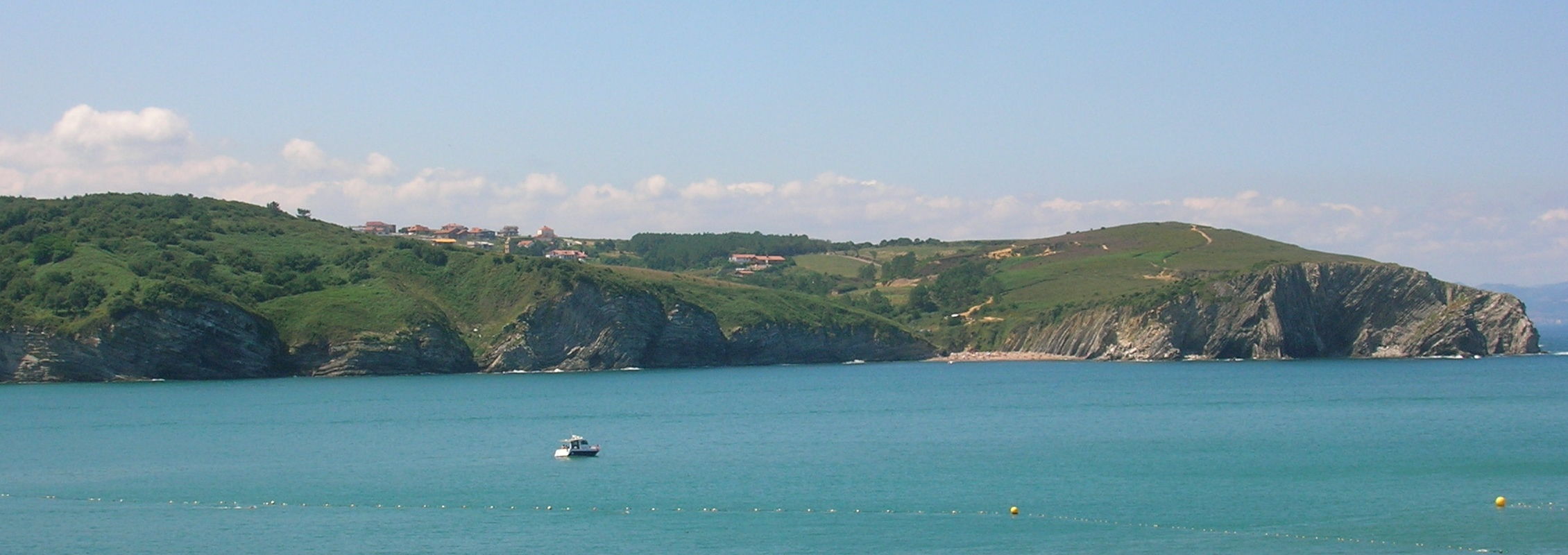
Vista de la costa

### Hidrografía
El más importante río que recorre el municipio es el río Butrón, ya convertido en ría en su territorio. Junto a él hay varios pequeños arroyos que, bien vierten en el propio Butrón o directamente en el mar.
Los afluentes del Butrón en este tramo de Barrika son:
- El Urgoso, que procede del barrio Goyerri y fue utilizado para mover un molino situado en el caserío de Lastarri.
- El Blaserrota, que nace en el Monte Gane y pasa por Musurieta. Sirvió para mover los molinos de Bekoerrota y Blaserrota.
- El Kukutxe, desemboca en el Butrón junto al caserío Ardantza. Movió el molino de Learrota.

En la vertiente hacia Sopelana:
- El Umoso, procede del monte Gane en donde nace al lado del caserío Agarre.
- El Lemosa, que nace el Goyerri en la fuente de Arteaga.
- El Errekalde que nace en el monte de Kurtzio y discurre por Zabaletxe.

### Playas
El litoral marítimo de Barrika está dominado por los acantilados bajo los cuales se abren las playas. En las proximidades de Plencia se desciende con suavidad hasta formar la llamada Vega de Txipio.
En sus 6 km de costa Barrica tiene 3 playas, éstas son:
- Playa de Barrika

Con una buena calidad de arena, aunque muy irregular en cuanto a la cantidad, la playa de Barrica es de tamaño medio, 270 m de largo por 30 m de ancho, variando mucho según las mareas. En ella está permitido el nudismo y mantiene un nivel de ocupación medio. Se sitúa a los pies de un acantilado y hay que acceder por unas curiosas escaleras.
- Playa de Meñakoz

Con orientación noreste, está en el límite de Barrika con Sopelana. Abierta al mar, es muy frecuentada por los surfistas.
- Playa de Muriola (o de la cantera)

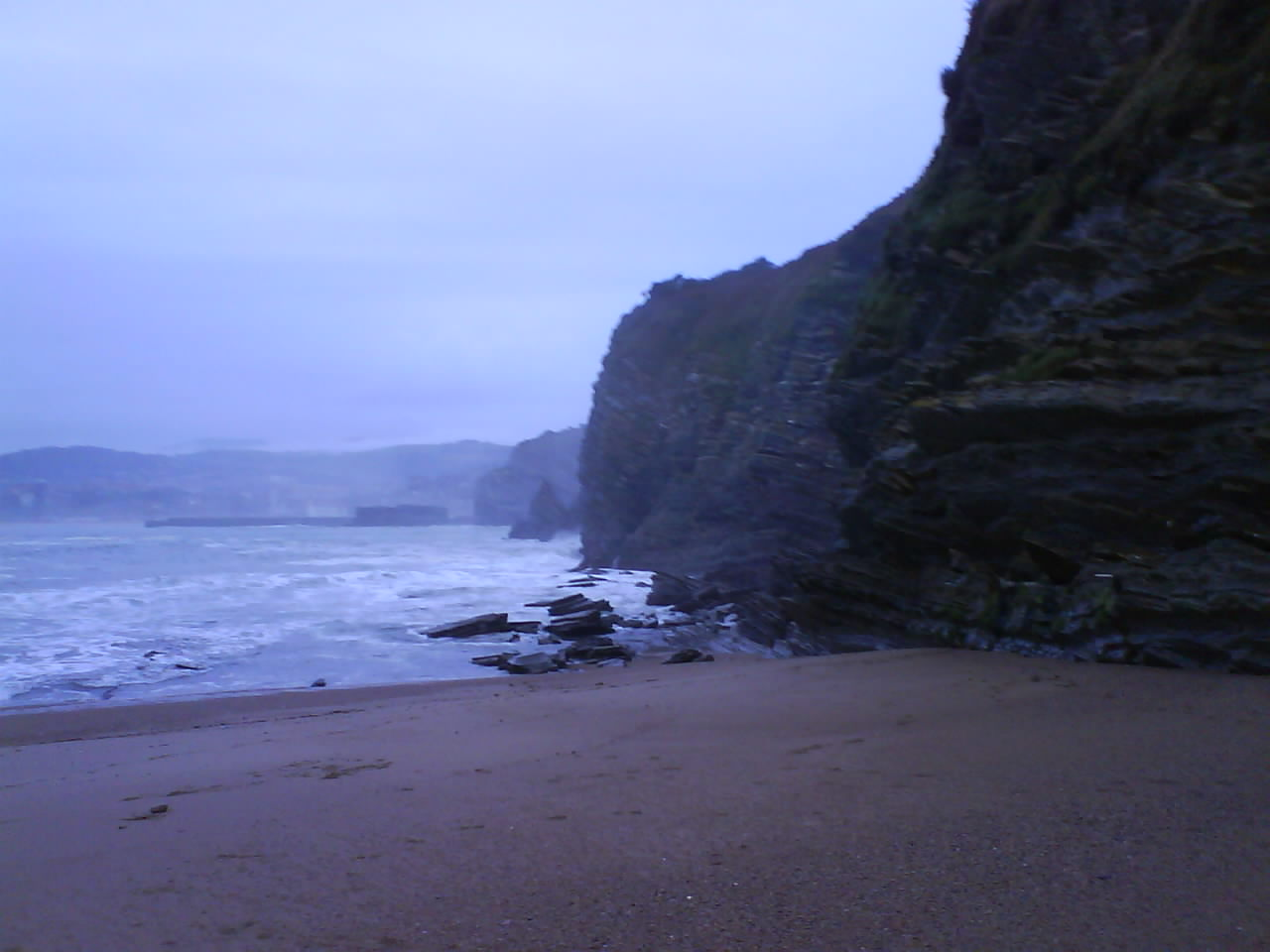
Playa de Muriola. Al fondo, Górliz y Plencia.

También llamada de la cantera, está orientada al este y muy protegida del mar. Esta playa se generó a partir de los depósitos efectuados por una cantera de arena silícea que se encuentra junto a ella. Junto a esta pequeña playa se abre la ensenada de Barrikondo o Usendegi Kala en la cual se refugian muchas embarcaciones.

### Orografía

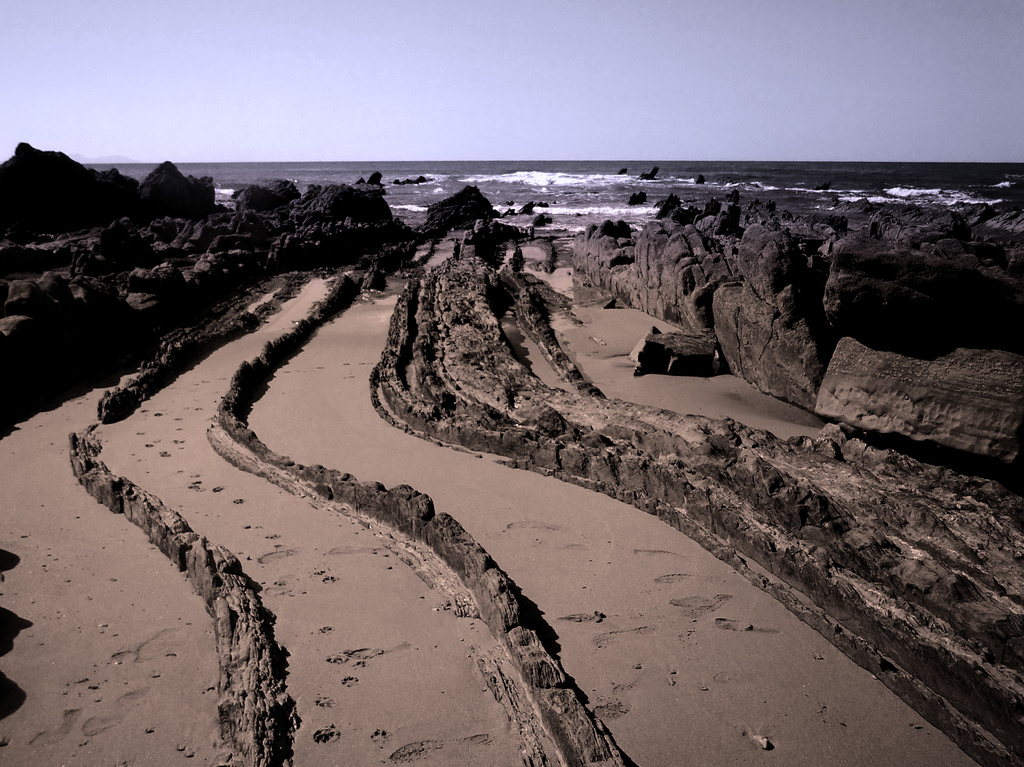
Costa

El territorio municipal de Barrika es muy accidentado. Desde los acantilados costeros hasta el barrio de Goyerri se levantan multitud de pequeñas colinas, que no llegan a los 200 m de altitud, que dan un paisaje característico.
Una línea de cumbres que corre de norte a sur divide el territorio municipal en dos vertientes diferenciadas, una que vierte hacia el Butrón y la otra hacia la cercana Sopelana. Esta línea divisoria de aguas está definida por las cumbres de los montes Gane, de 188 m de altitud y Kurtzio de 139 m s. n. m.
Las laderas de estos montes, que descienden de forma suave hacia sus valles, forman espacios propicios para el cultivo y la ganadería.
Los acantilados y la rasa mareal que se abre a sus pies, son de interés geológico relevante y atraen a estudiosos de todo el mundo.

## Historia
Hay que recordar que estos terrenos estaban bastante alejados del mar, en el periodo holocénico, ya que el nivel de este se encontraba casi 150 metros más abajo. El nivel actual se logró aproximadamente hace 3000 años.

Los hallazgos del yacimiento arqueológico de Kurtzio testimonian presencia humana en el territorio municipal ya en el período asturiense. Este yacimiento es un lugar en donde se aprovisionaban de piezas lícticas.
La organización como anteiglesia remonta sus orígenes a la estructura política de la Tierra Llana propia de la Edad Media. Sancho Vela fundó su casa solar de Barrika en el año 496, siendo esta el origen de la posterior anteiglesia. A la casa solar original se le unieron otras en las que vivían los denominados Señores de Barrika.
En el siglo XIII Lope Díaz de Haro, Señor de Vizcaya, otorga Carta Puebla a la población en la que se menciona la pesca de la ballena por parte de sus habitantes. En cuanto a la pesca, se encontraba integrada en la Cofradía de Mareantes de San Pedro de Plencia.
Barrika contaba con asiento y voto en las Juntas Generales de Vizcaya, su número era el 51. Durante el período de la guerra de bandos perteneció al bando de los oñacinos.
En 1837 había en la anteiglesia 63 casas. Desde entonces a la actualidad, sobre todo en la última parte del siglo XX, la población ha experimentado una gran subida.

## Demografía
Barrica cuenta con una población de 1549 habitantes (INE 2024).
| Gráfica de evolución demográfica de Barrica entre 1842 y 2021 |
| |
| Población de derecho según los censos de población del INE Población de hecho según los censos de población del INEEn estos censos se denominaba Barrica: 1842, 1857, 1860, 1877, 1887, 1897, 1900, 1910, 1920, 1930, 1940, 1950, 1960, 1970 y 1981 |

## Economía
La economía del municipio ha estado basada, tradicionalmente, en la explotación ganadera y agrícola, a la que se unía la forestal. La población, diseminada por el territorio, habitaba en típicos caseríos vascos dedicándose a las labores de la agricultura y ganadería. La afluencia de habitantes a las nuevas urbanizaciones ha hecho que los ingresos económicos se consigan trabajando en otros lugares de la comarca o en Bilbao. El turismo se está convirtiendo en una interesante fuente de ingresos.
El sector primario ha sido el que tradicionalmente ha mantenido la economía de la anteiglesia. Las explotaciones unifamiliares basadas en la costumbre se dedicaban a la agricultura, en pequeñas huertas y a la explotación ganadera, predominando el ganado vacuno. El mercado natural para es producción ha sido la propia comarca y la capital vizcaína. La explotación forestal de los bosques que hay en el municipio, así como alguna cantera, completaban la actividad del sector. La pesca, incluso la de la ballena, tuvo cierta relevancia. Hoy en día se mantiene parte de esas explotaciones pero han perdido, en su mayoría, el carácter de contribución principal a la economía doméstica. La actividad principal se desarrolla en la industria o en los servicios, normalmente fuera del municipio, quedando la actividad agrícola y ganadera como secundaria. 
El sector secundario poco desarrollado, con alguna industria.
El sector servicios. La popularidad del surf ha propiciado el turismo en el municipio. Esto hace que se haya desarrollado una cierta, aunque escasa, infraestructura hostelera. Barrika entra dentro del conjunto turístico de esta parte de la costa vizcaína que se centra en Plencia.

## Administración y política
| Partido político                                              | 2023  | 2023  | 2023       | 2019  | 2019  | 2019       | 2015  | 2015  | 2015       | 2011  | 2011  | 2011       | 2007  | 2007  | 2007       |
| Partido político                                              | %     | Votos | Concejales | %     | Votos | Concejales | %     | Votos | Concejales | %     | Votos | Concejales | %     | Votos | Concejales |
| Euzko Alderdi Jeltzalea-Partido Nacionalista Vasco (EAJ-PNV)  | 39,02 | 295   | 4          | 42,43 | 342   | 5          | 34,47 | 284   | 4          | 30,51 | 263   | 3          | 40,57 | 243   | 4          |
| Euskal Herria Bildu (EH Bildu)-Bildu                          | 32,27 | 244   | 4          | 32,13 | 259   | 3          | 29,13 | 240   | 3          | 30,39 | 262   | 3          | —     | —     | —          |
| iBarrika                                                      | 13,35 | 101   | 1          | 11,66 | 94    | 1          | 12,5  | 103   | 1          | 18,21 | 157   | 2          | —     | —     | —          |
| Partido Socialista de Euskadi-Euskadiko Ezkerra (PSE-EE PSOE) | 4,89  | 37    | 0          | 6,45  | 52    | 0          | 2,79  | 23    | 0          | 3,71  | 32    | 0          | 15,03 | 90    | 1          |
| Partido Popular del País Vasco (PP)                           | 3,7   | 28    | 0          | 1,98  | 16    | 0          | 3,16  | 26    | 0          | 4,29  | 37    | 0          | 9,35  | 56    | 1          |
| Berdeak-Los Verdes (LV)-Equo                                  | 3,83  | 29    | 0          | —     | —     | —          | 7,77  | 64    | 0          | 8,58  | 74    | 1          | —     | —     | —          |
| Ahora                                                         | —     | —     | —          | 3,72  | 30    | 0          | 8,62  | 71    | 1          | —     | —     | —          | —     | —     | —          |
| Eusko Alkartasuna (EA)                                        | —     | —     | —          | —     | —     | —          | —     | —     | —          | —     | —     | —          | 20,7  | 124   | 2          |
| Ezker Batua-Berdeak (EB-B)-Aralar                             | —     | —     | —          | —     | —     | —          | —     | —     | —          | 2,09  | 18    | 0          | 10,52 | 63    | 1          |

## Cultura

### Patrimonio

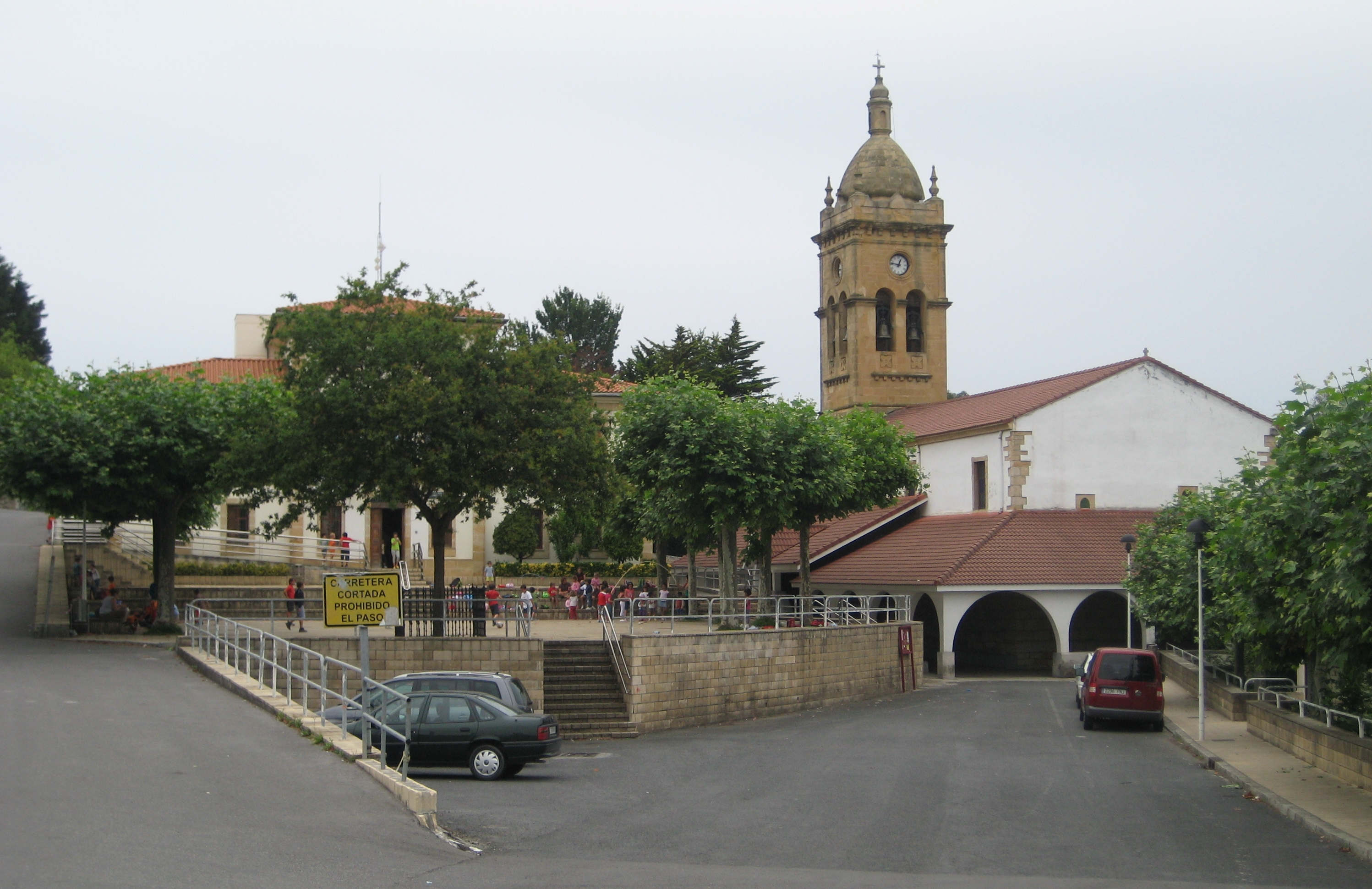
Elejalde, iglesia de Santa María

Entre los edificios de Barrika destacan los siguientes:
- Iglesia Parroquial de Santa María, datada del año 1052.
- Ermita de San Telmo, datada en 1733 y ubicada en los terrenos de la Casa Aranbaltza.

Hay algunas casas solariegas interesantes como las de Barrika, Txarta, Garramune, la casa fuerte de los Condes de Barrika y la Residencia Elorduy (actualmente asilo de ancianos).

### Fiestas
Barrika celebra sus fiestas en las siguientes fechas:
- El 3 de febrero, en honor de san Blas
- El 24 de junio, en honor de san Juan
- El 30 de noviembre, en honor de san Andrés